# Cratere Nadia
Nadia  è un cratere sulla superficie di Venere.